# Lista de deputados estaduais do Amazonas da 11.ª legislatura
Esta é a lista de deputados estaduais do Amazonas para a legislatura 1987–1991.

## Composição das bancadas
| Partido | Líder             | Bancada | Posição  |
| ------- | ----------------- | ------- | -------- |
| PMDB    | Eduardo Braga     | 11 / 24 | Governo  |
| PFL     | Átila Lins        | 7 / 24  | Governo  |
| PDT     | Alfredo Campos    | 4 / 24  | Oposição |
| PSB     | Raimundo Ferreira | 2 / 24  | Oposição |

## Deputados Estaduais
Relação elaborada a partir dos arquivos do Tribunal Regional Eleitoral do Amazonas segundo os quais a coligação "Aliança Democrática" conquistou 75% das vagas contra 25% da coligação "Muda Amazonas". A divisão por bancadas contemplou partidos como o PMDB (onze vagas), PFL (sete vagas), PDT (quatro vagas) e PSB (duas vagas).
| Número | Deputados estaduais eleitos | Partido | Votação | Percentual | Cidade onde nasceu | Unidade federativa |
| 25397  | Josué Filho                 | PFL     | 17.257  | 3,45%      | Manaus             | Amazonas           |
| 15633  | Nonato Oliveira             | PMDB    | 16.761  | 3,35%      | Manaus             | Amazonas           |
| 15230  | Eduardo Braga               | PMDB    | 13.503  | 2,70%      | Belém              | Pará               |
| 15786  | Lupércio Ramos              | PMDB    | 11.442  | 2,29%      | Tonantins          | Amazonas           |
| 25546  | Enéas Gonçalves             | PFL     | 11.253  | 2,25%      | Parintins          | Amazonas           |
| 15278  | Betty Suely Lopes           | PMDB    | 10.660  | 2,13%      | Manaus             | Amazonas           |
| 15413  | João Thomé Mestrinho        | PMDB    | 10.515  | 2,10%      | Manaus             | Amazonas           |
| 25934  | Vinicius Gomes              | PFL     | 9.358   | 1,87%      | Eirunepé           | Amazonas           |
| 25449  | Átila Lins                  | PFL     | 9.265   | 1,85%      | Fonte Boa          | Amazonas           |
| 15416  | Luzivaldo Santos            | PMDB    | 8.516   | 1,70%      | Autazes            | Amazonas           |
| 15680  | Luiz Fernando               | PMDB    | 6.500   | 1,30%      | Paraíba do Sul     | Rio de Janeiro     |
| 15366  | Carlos Esteves              | PMDB    | 5.853   | 1,17%      | Maués              | Amazonas           |
| 40500  | Raimundo Ferreira           | PSB     | 5.827   | 1,16%      | Novo Airão         | Amazonas           |
| 25239  | Humberto Michiles           | PFL     | 5.620   | 1,12%      | São Paulo          | São Paulo          |
| 15816  | Simão Barros                | PMDB    | 5.342   | 1,07%      | Codajás            | Amazonas           |
| 15979  | Manoel Diz                  | PMDB    | 5.256   | 1,05%      | Atalaia do Norte   | Amazonas           |
| 25766  | Hamilton Cidade             | PFL     | 5.152   | 1,03%      | Manicoré           | Amazonas           |
| 25956  | Manoel Maneca               | PFL     | 4.678   | 0,93%      | Manaus             | Amazonas           |
| 15565  | Raimundo Lopes              | PMDB    | 4.160   | 0,83%      | Manaus             | Amazonas           |
| 12665  | José Campos                 | PDT     | 4.100   | 0,82%      | Guajará            | Amazonas           |
| 12504  | Jamil Seffair               | PDT     | 4.057   | 0,81%      | Manacapuru         | Amazonas           |
| 12451  | Sabá Reis                   | PDT     | 3.707   | 0,74%      | Parintins          | Amazonas           |
| 40263  | Abel Alves                  | PSB     | 3.340   | 0,66%      | Tefé               | Amazonas           |
| 12597  | Alfredo Campos              | PDT     | 3.339   | 0,66%      | Caapiranga         | Amazonas           |